# Saltash (stacja kolejowa)
 Saltash – stacja kolejowa w miejscowości Saltash w Anglii na linii Cornish Main Line, pierwsza stacja linii na terenie Kornwalii po przekroczeniu Royal Albert Bridge.

## Ruch pasażerski
Stacja w Saltash obsługuje ok. 117 598 pasażerów rocznie (dane za rok 2021/2022). Posiada bezpośrednie połączenia z Birmingham, Bristol. Glasgow, Leeds, Liverpool, Londyn, Penzance, Plymouth, Southampton.